# I. e. 353
Évszázadok: i. e. 5. század – i. e. 4. század – i. e. 3. század
Évtizedek: i. e. 400-as évek – i. e. 390-es évek – i. e. 380-as évek – i. e. 370-es évek – i. e. 360-as évek – i. e. 350-es évek – i. e. 340-es évek – i. e. 330-as évek – i. e. 320-as évek – i. e. 310-es évek – i. e. 300-as évek
Évek: i. e. 358 – i. e. 357 – i. e. 356 – i. e. 355 –  i. e. 354 – i. e. 353 – i. e. 352 – i. e. 351 – i. e. 350 – i. e. 349 – i. e. 348

## Események

### Perzsa Birodalom
- Meghal Mauszólosz, a kis-ázsiai Kária szatrapája (gyakorlatilag önálló uralkodója); utóda felesége (és nővére), II. Artemiszia.

### Görögország
- A harmadik szent háborúban a phókisziak megtámadják a tőlük északra fekvő Thesszáliát. II. Philipposz makedón király kihasználja az alkalmat uralma kiterjesztésére, maga is bevonul Thesszáliába és csatát nyer a phókisziak ellen.
- A Fekete-tenger partján fekvő Herakleia Pontiké türannoszát, Klearkhoszt összeesküvők meggyilkolják. Utóda fivére, Szatürosz lesz.

### Róma
- Rómában consullá választják Gaius Sulpicius Peticust és Marcus Valerius Poplicolát.
- A rómaiak legyőzik Caere etruszk várost, amely kénytelen lemondani területe egy részéről és kikötőjéről.

## Kultúra
- Megkezdődik a halikarnasszoszi Mauszoleion, a világ hét csodája egyikének építése.

## Halálozások
- Klearkhosz, Herakleia Pontiké zsarnoka
- Iphikratész, athéni hadvezér
- Mauszólosz, Kária kormányzója

## Fordítás
- Ez a szócikk részben vagy egészben  a(z)   353 BC című angol Wikipédia-szócikk ezen változatának fordításán alapul.  Az eredeti cikk szerkesztőit annak laptörténete sorolja fel. Ez a jelzés csupán a megfogalmazás eredetét és a szerzői jogokat jelzi, nem szolgál a cikkben szereplő információk forrásmegjelöléseként.